# Talgo XXI
La Serie 355 de ADIF, antes conocida como Talgo XXI y actualmente como Talgo BT, es un proyecto realizado por Talgo para conseguir un tren autopropulsado diésel de alta velocidad y con bogies de ancho variable para poder circular por las vías de ancho UIC o estándar (1.435 mm) y por las de ancho ibérico (1.668 mm). Aunque la numeración de la serie corresponde a una locomotora diésel (3xx), en realidad es una unidad completa de tren con estructura pull-push: cabeza tractora, remolques intermedios y remolque-cabina.
El prototipo Talgo XXI es un tren Talgo completo, a diferencia de los trenes de la Serie 102 de Renfe o los de la Serie 130 de Renfe cuyas cabezas motrices están parcialmente diseñadas y construidas por Bombardier. Mantiene todas las señas de identidad de Talgo: ligereza, pendulación natural, guiado de las ruedas y centro de gravedad bajo, con la novedad de incorporar bogies de rodadura desplazable, lo que le permite cambiar de ancho de vía tras pasar por cualquiera de los cambiadores de tecnología Talgo, sin necesidad de cambiar de locomotora y sin detenerse.

## Cabezas tractoras
Las novedades del proyecto están en la cabeza tractora BT, que tiene un nuevo bogie de rodadura desplazable subcontratado a Krauss Maffei, está motorizada por MTU y DDC, y tiene una transmisión hidráulica Voith.
El nombre BT de las cabezas tractoras viene dado por la estructura de los ejes, que es Bo1, lo que significa que tiene 3 ejes separados en 2 estructuras: un bogie motorizado con dos ejes (Bo) y el otro, que en realidad es un rodal Talgo Pendular (T), está compartido con el primero de los coches remolcados en la clásica unión semipermanente de los trenes Talgo. El bogie, de nueva concepción, no incorpora los equipos de tracción y freno (estos están en el eje cardán acoplado al hidrotransmisor) para dejar espacio a los de cambio de ancho, lo que también facilita su adaptación para tracción eléctrica.

## Historia
En enero de 1999 el Talgo XXI fue presentado durante la exposición sobre el sesquicentenario del ferrocarril, celebrado en la Estación de Francia de Barcelona. Estaba formado por una cabeza tractora fabricada en Alemania (la BT 1), cuatro coches Talgo de la serie VII (uno de clase Preferente, dos de Turista y Cafetería) y un furgón, y circuló por vez primera el 24 de febrero. Poco tiempo después Krauss Maffei entregó el boje de rodadura desplazable, ya que el primero instalado era para ancho fijo. También fue visto circulando con cinco coches y furgón. En diciembre de 1999 se incorporó la segunda cabeza tractora (ésta fabricada en España: la BT 2). Las dos tractoras, junto con un número variable de coches Talgo VII (hasta siete: tres coches Preferente, otros tres de Turista y un coche Cafetería) formaron el Talgo XXI, que fue homologado a Tipo 220 C.
Tras el periodo de pruebas, y durante la presentación oficial del Talgo XXI (el 3 de abril de 2000), el GIF adjudicó (por 7,83 millones de €uros, con mantenimiento incluido durante 5 años) el suministro de dos composiciones (BT 1 y 2), resultado de la segregación del prototipo, y formadas por una cabeza tractora, dos coches Talgo de la serie VII (laboratorio con aseo y laboratorio de dos ejes) y un remolque con cabina, que fueron entregadas a finales de 2002. Las composiciones BT están homologadas a Tipo 200 B, aunque limitadas a 160 km/h si circulan empujando (push, con la tracción en cola).
Actualmente ambos trenes son propiedad de Adif y se utilizan como Tren de Apoyo a la Explotación. También son trenes corporativos, sobre todo el BT 1, para viajes oficiales y visitas a las líneas en construcción. El BT 2 se utiliza más para auscultación de catenaria y auscultación geométrica de vía, principalmente en las nuevas líneas de alta velocidad; actualmente tiene montado un pantógrafo auscultador y cámaras de seguimiento.

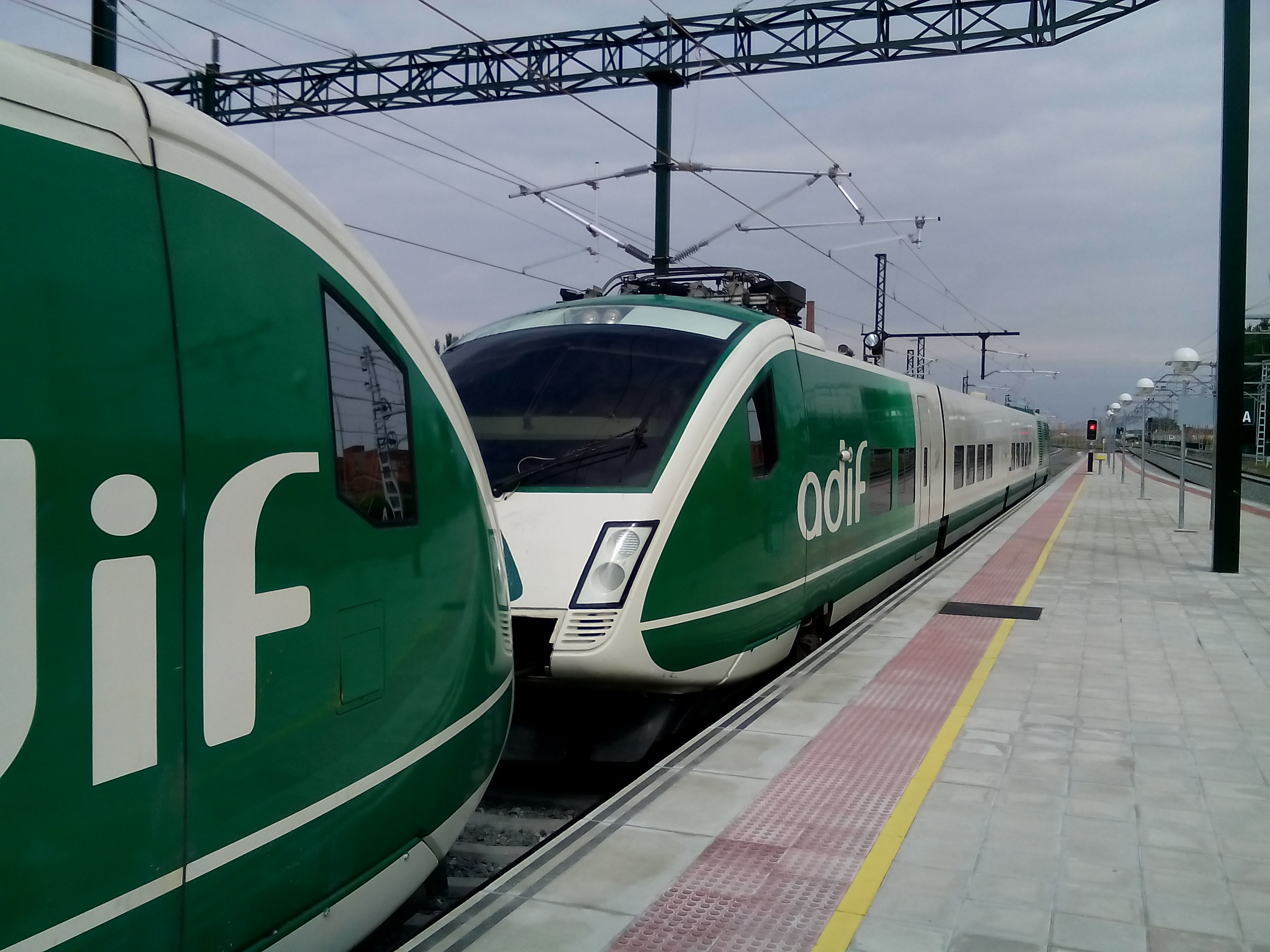
Tren laboratorio de ADIF BT 2 con pantógrafo para auscultación

El 1 de junio de 2008, y durante una demostración, un Talgo BT circuló entre Cagliari y Sassari (Cerdeña, Italia), recorriendo 256 kilómetros en dos horas y trece minutos, lo que representaba una reducción de más de cuarenta minutos sobre el tren que realizaba este recorrido. Después de algunas disputas legales, finalmente el concurso fue adjudicado a CAF.
Las investigaciones realizadas por estos trenes y por la locomotora L-9202 de Talgo en sistemas como los bogies de rodadura desplazable han dado como fruto la Serie 130 de Renfe.

## Récord mundial
El Talgo XXI, con los colores del GIF y en configuración de dos cabezas tractoras y tres de los remolques definitivos, tiene el récord mundial de velocidad con tracción diésel, habiendo logrado alcanzar los 256,38 km/h el 12 de junio de 2002 en el kilómetro 402,2 de la línea Madrid-Barcelona-Francia, entre Ballobar y Montagut.

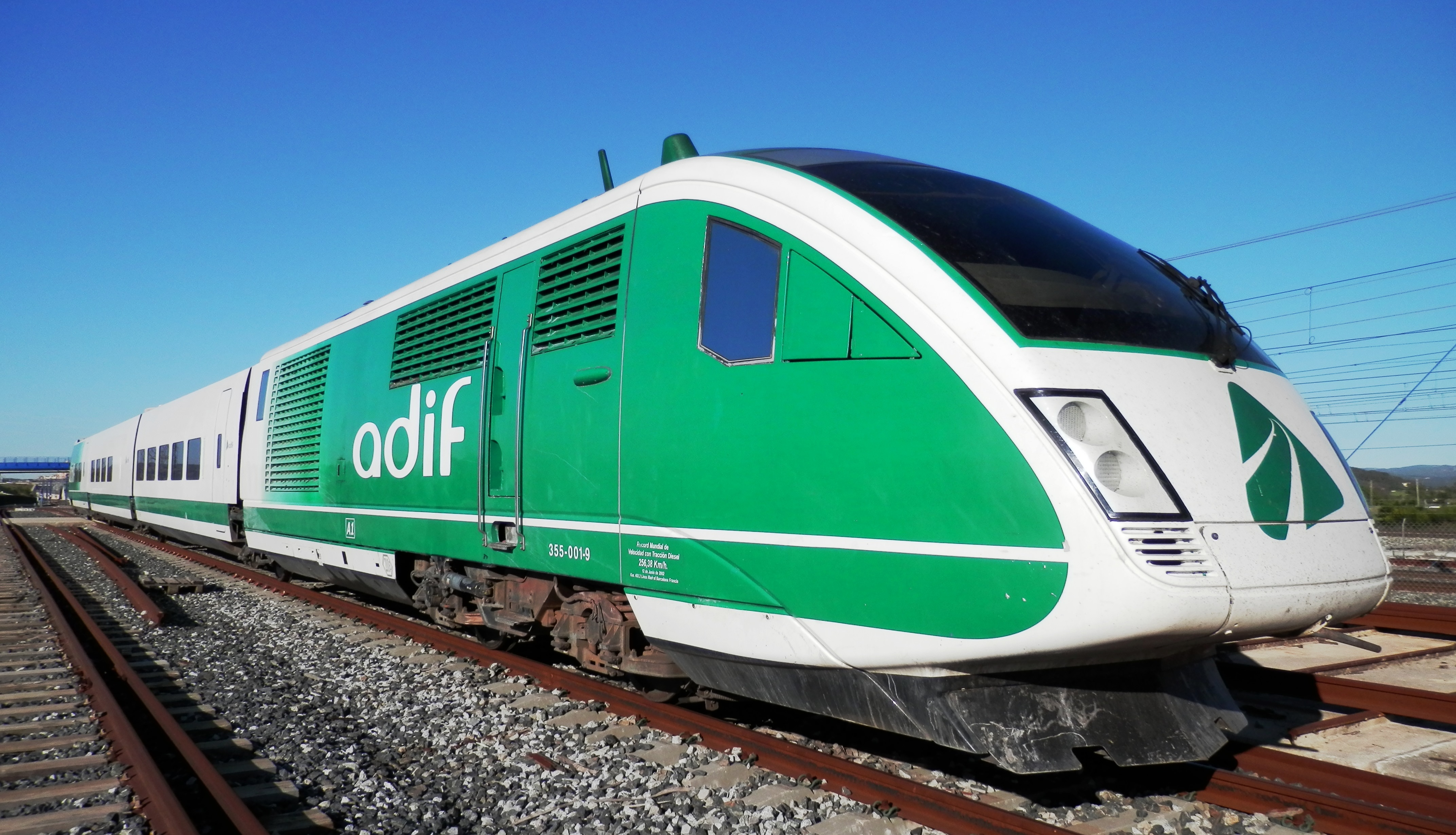
Talgo XXI, Talgo BT o Serie 355, BT.001 Virgen del Rocío, unidad que consiguió el récord mundial de velocidad con tracción diésel el 12 de junio de 2002

## Formación
| - 95 71 0 355 001-9 (cabeza tractora BT 1) - 90 71 7 355 302-1 - 90 71 7 355 303-9 - 98 71 8 355 300-5 | - 95 71 0 355 002-7 (cabeza tractora BT 2) - 90 71 7 355 301-3 - 90 71 7 355 305-5 (rotulado así, debería ser el 300-5) - 98 71 8 355 301-3 |

Siguiendo la costumbre de Talgo, la cabeza tractora 355.001 recibió la advocación mariana de Virgen del Rocío, cuando formaba parte del Talgo XXI, y ahora el de Virgen del Pilar, como BT 1. Por su parte, la 355.002 llevó el nombre de Virgen de los Reyes y ahora el de Virgen de Montserrat (BT 2) Nombres de las locomotoras Talgo